# Horațiu Rădulescu
Horațiu Rădulescu (ur. 7 stycznia 1942 w Bukareszcie, zm. 25 września 2008 w Paryżu) – rumuński kompozytor, pod koniec lat sześćdziesiątych współtwórca, wraz z takimi kompozytorami jak Octavian Nemescu i Iancu Dumitrescu, rumuńskiej odmiany muzyki spektralnej (lub: spektralizmu) - kierunku w muzyce współczesnej rozwiniętego następnie w latach 70. we Francji (m.in. Gérard Grisey i Tristan Murail).
Studiował na bukareszteńskiej Akademii Muzycznej; w 1969 przeprowadził się do Francji, gdzie naturalizował się w 1974; lata 1979–1981 spędził w paryskim IRCAMie. Wśród wielu (ponad stu opusów) jego kompozycji znajdują się m.in. sześć kwartetów smyczkowych, pięć sonat fortepianowych, koncert fortepianowy.